# Volmolen (Neerpelt)
De Volmolen was een watermolen op de Dommel iets ten noorden van de dorpskom van Neerpelt. De molen werd ook wel De Bempd genoemd. Van de molen bleef het verbouwde molenaarshuis bewaard, gelegen aan de Volmolenstraat. 
Oorspronkelijk was deze molen een banmolen voor het malen van graan, die toebehoorde aan de Abdij van Floreffe. In de 17e eeuw had de opkomende lakennijverheid behoefte aan volmolens om het vollen of vervilten van geweven wollen stoffen niet meer met de voeten maar machinaal te laten gebeuren. In 1610 werd de banmolen omgebouwd naar een volmolen door Jan Buyvoets. In 1658 werd de molen aan de familie Vandersteen verkocht. De abdij van Floreffe bleef gezag uitoefenen over de molen en hield toezicht op het onderhoud en de toestand van de Dommel. 
In 1870 werd de molen weer als korenmolen ingericht. Tussen 1863 en 1902 werden verschillende aanvragen voor herstel- en aanpassingswerken aan de sluismuren ingediend.  Aanvragen om daarbij het waterpeil te verhogen werden verschillende keren afgewezen door het gemeentebestuur en toegestaan in 1902. Bij de overwegingen was er een medisch verslag van Doctoor Smets aangaande de ongezondheid van het hierdoor ontstane moeras, waardoor tevens eigendommen zouden kunnen worden bevochtigd. Er bleef onenigheid over het waterpeil waarbij het sluiten van de sluizen de afvoer van het afvalwater van de metaalfabriek van Overpelt belemmerde. Uiteindelijk werd de molen in 1908 gekocht door de de eigenaar van de Compagnie des Metaux et Produits Chimiques, ofwel de zinkfabriek van Overpelt en werd de molen stilgelegd. Het molenhuis werd in 1917 verbouwd tot een riante villa met de naam Villa des Saules om dienst te doen als habitation pour employé, logement voor personeel of gasten van de fabriek. Op het einde van de Tweede Wereldoorlog werd de molen getroffen door een granaat getroffen en zorgde de fabriek nog voor de herstelling van de getroffen zijmuur.  Uiteindelijk is het huis aan een particulier verkocht. 
Van de oorspronkelijke molen rest nog maar weinig: een molensteen, een paar muurtjes, een vloertje en enkele muurankers.

## Nabijgelegen watermolens
Stroomafwaarts vindt men op de Dommel de Venbergse Watermolen, en stroomopwaarts vindt men de Slagmolen.
- Inventaris van het Bouwkundig Erfgoed (Vlaanderen): 80295